# Аветик Исахакијан
Аветик Сахаки Исахакијан ( Ավետիք Սահակի Իսահակյան; Гјумри, 30. октобар 1875 — Јереван, 17. октобар 1957) био је јерменски лирски песник, писац и јавни активиста.

## Биографија
Исахакијан је рођен у Александропољу (данашњи Гјумри) 1875. године. Школовао се у Геворгијанској богословији у Вагаршапату, а касније на Универзитету у Лајпцигу, где је студирао филозофију и антропологију. Књижевну, али и политичку каријеру започео је у раној младости. По повратку из Лајпцига 1895. ступио је у ред новооснованог Александропољског комитета Јерменске револуционарне федерације. Својим активностима подржавао је оружане групе и финансијску помоћ упућену Османској Јерменији из Александропоља. Ухапшен је 1896. и провео је годину дана у јереванском затвору.
Касније је Исахакијан отишао у иностранство, похађајући часове књижевности и историје филозофије на Универзитету у Цириху. У домовину се вратио 1902. године, а затим се преселио у Тифлис (данашњи Тбилиси).
Заједно са још 158 јерменских интелектуалаца, ухапшен је 1908. и након што је пола године провео у затвору Метеха у Тифлису (баш као и Хованес Тумањан ), пуштен је уз кауцију. Останак на Кавказу више није био могућ, а до 1911. Исахакијан је емигрирао.
Исахакијан није веровао обећањима владе Младих Турака у вези са самоуправом и аутономијом Османске Јерменије. Уверен да опасност од пантурцизма (за који је веровао да има за циљ потпуно истребљење Јермена) може да спречи турска присталица, Немачка, Исахакијан је отишао у Берлин. Тамо је, заједно са бројним немачким интелектуалцима, учествовао у немачко-јерменском покрету, уређивао је часопис групе Месроб и био суоснивач Немачко-јерменског друштва. Почетак Првог светског рата и застрашујући масакри потврдили су његова језива предвиђања о поништавајућој природи политике младотурске владе. После рата и геноцида над Јерменима, Исахакијан је кроз своје композиције описао жалосну судбину Јермена и њихову херојску борбу за слободу. Оптужбе за геноцид, чији се најгори део догодио између 1915. и 1922. године, песник је изнео у „Белој књизи”. Током тог периода, Исахакијан је изразио своје идеје углавном кроз своје друштвене и политичке чланке, у којима је расправљао о темама јерменске ствари, поновног уједињења Јерменије и обнове јерменске владе. Слике покоља истрајне су у његовим песмама, попут „Снег је све прекрио...“, „У Јерменију...“, „Ево опет пролеће“.
Корнеј Чуковски га је срео у Кисловодску 1926. године и написао у свом дневнику:
Управо су ме посетила четири Јермена, од којих је један, Аветик Исаакјан, познати песник. Не могу да вам кажем какав је то фин човек: скроман, тих, потпуно нетакнут. Провео је овде две недеље а да нико није знао ко је он. Ипак, његова слава је толика да је, када сам га поменуо нашем јерменском берберу, одмах заблистао и почео да рецитује своју поезију на јерменском. Чистач је имао исту реакцију: "Аветик! Аветик!" Има тужан, одсутан поглед на себе. Кажу да му режим (који му плаћа малу пензију) не дозвољава да посети породицу у иностранству. Изненадила сам се када сам открила да није у стању да изрецитује ни четири реда свог стиха на јерменском када сам га замолио: све је заборавио. А када смо имали јерменско вече и када су његове песме читане са говорнице, он је само седео у публици, погрбљен напред, с рукама преко лица. Одбио је да изађе на подијум или да изговори иједну реч.
Исахакијан је поново отишао у иностранство 1930. и живео у Паризу, али се трајно вратио у Јерменску ССР 1936. године, где је 1943. изабран у Академију наука Јерменске ССР и 1944. за председника Савеза писаца Јерменске ССР. Добитник је Стаљинове државне награде 1946. године, био је члан Совјетског комитета за заштиту мира и био је посланик 4-5. Врховних совјета Јерменске ССР.
Два пута је одликован Орденом Лењина и одликован другим медаљама.
Видевши да Гјумријев познати сатиричар Полоз Мукуч двадесет година након његове смрти није имао надгробни споменик, Исахакијан је наредио да га има са натписом на страни надгробног споменика. „Полозу Мукучу (Мкртичу Газаросију Мелкоњану); а на другој страни: „Мементо песника Аветика Исаакјана.“ 
Аветик Исахакијан је умро у Јеревану 1957. године. Сахрањен је у Пантеону Комитас, који се налази у центру Јеревана.

## Дела
По изласку из затвора 1897. објавио је прву збирку својих песама „Песме и ране“, али је убрзо поново ухапшен због активности „против руског цара“ и послат у Одесу. Лиризам, емотивни набој и мелодија његових песама донели су му тренутну популарност. Његова најбоља дела пуна су туге и јадиковке медитације о судбини човечанства, неправди живота. Његове композиције су прожете љубављу према отаџбини и народу.
Између 1899. и 1906. написао је "Песме Хајдука", компилацију песама које су постале прва креација у оквиру класичне јерменске поезије посвећена јерменској борби за слободу.
Симболична прича која приказује јерменску политику и јерменску ствар с почетка 19. раног 20. века морала је бити „Уста Каро“, недовршени роман, рад на коме је писца пратио цео живот. „Уста Каро ће се обавити оног дана када се реши јерменска ствар“, говорио је сам мајстор. Исхакјан није могао да се навикне на идеју о раскомаданој Јерменији. Са дубоким емотивним болом и горчином у срцу наставио је да верује да ће доћи време када ће се јерменски народ вратити на своје родне обале.
Исахакијан се вратио у Совјетску Јерменију 1926. где је објавио нову збирку својих песама и прича (нпр. „Пула стрпљења” – 1928). Између 1930. и 1936. живео је у иностранству где је деловао као пријатељ Совјетског Савеза. Касније се коначно вратио у Јерменију где је наставио свој огроман друштвени рад. Међу његовим делима тог времена су чувени „Наши историчари и наши министранти” (1939), „Мојој отаџбини” (1940), „Јерменска књижевност” (1942) или „Сасна Мхер” (1937).
Његове песме су оне о љубави и тузи. Једно од његових најпознатијих дела је филозофска песма „Абу-Лала Махари“ (1909–1911), док су његова друга позната дела „Песме и романи“ и „Мајчино срце“. Као романтичар, Исахакијан је био најпознатији по свом стиху "На мосту Реалто" посвећеном његовој првој љубави. Током Другог светског рата 1941–1945, писао је родољубиве песме као што су „Бојни позив“ (1941), „Моје срце је на планинском врху“ (1941), „У вечну успомену на СГ Закјана“ (1942), „Дан велике победе“ (1945) и многе друге. Велика совјетска енциклопедија окарактерисала је његов стваралачки рад као „испуњен хуманизмом и великим поштовањем људског достојанства“ и „дубоко повезан са историјом и културом јерменског народа, који обухвата најбоље традиције руске и светске књижевности“. Руски песник Александар Блок окарактерисао га је као „песника прве класе, свежег и једноставног, кога се, можда, више не може наћи у Европи “.
Исахакијанова дела су преведена на многе језике, а његове песме су коришћене као текстови песама.

## Наслеђе
Једна од најпрометнијих улица Јеревана, која се протеже до 1.1 км од Налбандјанове улице до авеније Баграмјан у јереванском округу Кентрон, носи име по Исахакијану. Бронзано-гранитна статуа Аветика Исаакјана вајара Саргиса Багдасаријана и архитекте Липарита Садојана отворена је 1965. године у јереванском кружном парку  Прва јавна библиотека Јеревана отворена у улици Амирјан 1935. године добила је име по Аветику Исахакијану, на његов 80. рођендан 1955. године.

Исахакијанов портрет се појављује на јерменској новчаници од 10.000 јерменских драма. Такође је била представљена на јерменској поштанској марки 2000. и совјетској поштанској марки 1975. године.
- Гробница Аветика Исаакијана у Јеревану
- Аветик Исахакијан на поштанској марки СССР-а из 1975. године.
- Аветик Исахакијан на јерменској поштанској марки из 2000.
- Аветик Исахакијан на јерменској новчаници од 10.000 драма.